# Do It!
《Do It!》은 힙합 듀오 듀스 출신 이현도의 첫 번째 정규 음반이다.

## 앨범 수록곡
| #             | 제목                                              | 작사           | 작곡          | 편곡          | 재생 시간 |
| ------------- | ------------------------------------------------- | -------------- | ------------- | ------------- | --------- |
| 1.            | 〈서곡 Facing Destiny - 운명에 맞서다〉           |                | 이현도        | 이현도        | 2:25      |
| 2.            | 〈사자후(獅子喉)TITLE〉                           | 이현도         | 이현도        | 이현도        | 3:34      |
| 3.            | 〈친구에게〉                                      | 이현도         | 이현도        | 이현도        | 5:55      |
| 4.            | 〈사랑노래〉                                      | 이현도         | 이현도        | 이현도        | 5:00      |
| 5.            | 〈뭘! (feat. Jayo Felony)〉                       | 이현도         | 이현도        | 이현도        | 3:36      |
| 6.            | 〈기다림〉                                        | 이현도         | 이현도        | 이현도        | 3:52      |
| 7.            | 〈Waltz For Laurie〉                              |                | 이현도        | 이현도        | 1:46      |
| 8.            | 〈성재를 위한 고요함〉                            |                |               |               | 0:10      |
| 9.            | 〈적의〉                                          | 이현도         | 이현도        | 이현도        | 4:22      |
| 10.           | 〈널 바라보며〉                                   | 이현도         | 이현도        | 이현도        | 4:09      |
| 11.           | 〈Player's Anthem (Feat. 지누션, Tracy Wlliams)〉 | 이현도, 지누션 | 이현도        | 이현도        | 4:28      |
| 12.           | 〈슬픈 이유〉                                     | 이현도         | 이현도        | 이현도        | 4:04      |
| 13.           | 〈헤어짐〉                                        | 이현도         | 이현도        | 이현도        | 5:24      |
| 총 재생 시간: | 총 재생 시간:                                     | 총 재생 시간:  | 총 재생 시간: | 총 재생 시간: | 48:45     |

## 앨범이 나오기까지
1995년 7월 듀스 해체 후, 미국 LA로 떠난 그는 절친한 친구이자 팀 동료였던 김성재의 솔로앨범 프로듀싱 후 미국에 체류할 예정이었다. 그러나 그 해 11월 20일, 김성재가 돌연사하면서 황급히 귀국하였고, 이를 계기로 자신의 솔로앨범을 발표할 계획을 세워놓는다. 본래 다음 해 6월 경에 발매될 예정이었으나 룰라의 4집 작업으로 인해 3개월가량 늦쳐졌다. 솔로 활동에 돌입한 지 한 달이 지났을 무렵, 김성재 사건의 유력한 용의자였던 당시 여자친구가 항소심에서 무죄로 풀려나면서 재판 결과에 불만을 표하며 활동 중단을 선언하며 해당 앨범 타이틀곡 <사자후>는 당초 김성재의 솔로곡으로 제작할 예정이었지만 김성재가 의문사하는 바람에 본인(이현도)의 노래가 됐다.